# L'Air du vent
Colors of the Wind
L'Air du vent est une chanson composée par Alan Menken pour le long métrage d'animation de 1995 Pocahontas produit par Walt Disney Pictures. Le titre original en anglais est Colors of the Wind, la version québécoise est intitulée Les Couleurs du vent.
La musique est composée par Alan Menken sur des paroles de Stephen Schwartz.
La chanson en français sort en single. Interprétée par le duo Native, il se classe à la 9e position des classements français et no 5 en Belgique francophone.
Colors of the Wind sort en single. Interprété par Vanessa Williams, il se classe à la 8e position des classements néerlandais, à la 16e position des classements australiens, no 25 en Nouvelle-Zélande et no 38 en Belgique néerlandophone. Cette chanson atteint également la 4e place du US Billboard Hot 100 aux États-Unis.

## Récompenses et nomination
- Oscar de la meilleure chanson originale en 1995
- Grammy Award de la « Meilleure chanson » en 1995
- Golden Globe de la « Meilleure chanson originale » en 1995
- Nomination aux Golden Globe : « Meilleure bande originale ».

## Interprètes
- Pour la version néerlandaise : Pia Douwes.
- 2013 : Jenifer sur l'album We Love Disney.
- 2015 : Tori Kelly sur l'album américain We Love Disney, dans l'édition japonaise par Sarah Oleic et dans l'édition indonésienne par Anggun.
- 2024 : Tokio Hotel sur l'album A Whole New Sound.